# Differentiationsklasse
Die Differentiationsklasse ist ein Begriff aus der Mathematik, insbesondere aus dem Teilgebiet der Analysis. Sie ist ein Funktionenraum und umfasst alle Funktionen, die mindestens {\displaystyle k}-mal stetig differenzierbar sind, wobei {\displaystyle k} eine natürliche Zahl ist. Notiert wird die Differentiationsklasse meist mittels {\displaystyle C^{k}}.

## Definition
Sei {\displaystyle k\in \mathbb {N} \cup \{0\}} eine Zahl und {\displaystyle D\subset \mathbb {R} } eine nichtleere, offene Teilmenge der reellen Zahlen. Eine stetige Funktion {\displaystyle f\colon D\to \mathbb {R} } gehört dann zur Differentiationsklasse {\displaystyle C^{k}(D)} beziehungsweise genauer {\displaystyle C^{k}(D,\mathbb {R} )}, wenn {\displaystyle f} auf ganz {\displaystyle D} mindestens {\displaystyle k}-mal stetig differenzierbar ist.
Entsprechend der Definition wird mit {\displaystyle C(D):=C^{0}(D)} die Klasse der stetigen Funktionen und mit {\displaystyle C^{\infty }(D)} die Differentiationsklasse der beliebig oft differenzierbaren Funktionen bezeichnet.

## Verallgemeinerungen
Die Klasse der analytischen Funktionen wird manchmal in Analogie zu obiger Definition mit {\displaystyle C^{\omega }(D)} bezeichnet.
Für stetige Funktionen {\displaystyle g\colon {\tilde {D}}\subset \mathbb {R} ^{n}\to \mathbb {R} ^{m}} im mehrdimensionalen euklidischen Vektorraum wird die Definition analog übernommen. Die Funktion {\displaystyle g} gehört also zur Differentiationsklasse {\displaystyle C^{k}({\tilde {D}},\mathbb {R} ^{m})}, wenn sie auf ganz {\displaystyle {\tilde {D}}} mindestens {\displaystyle k}-mal stetig differenzierbar ist.
Wenn sich die Anzahl der möglichen Differentiationen ({\displaystyle k,l,..}) bei mehrdimensionalen Funktionen zwischen den einzelnen Variablen unterscheidet, so kann dem in einer Verallgemeinerung der obigen Notation Rechnung getragen werden: {\displaystyle C^{k,l,..}(D).}
Auch für Funktionen zwischen differenzierbaren Mannigfaltigkeiten werden die {\displaystyle C^{k}}-Differentiationsklassen analog definiert.

## Teilmengenrelation
Sei {\displaystyle D\subset \mathbb {R} ^{n}} eine offene Teilmenge, dann gilt 
{\displaystyle C^{\omega }(D)\subsetneq C^{\infty }(D)\subsetneq \dotsb \subsetneq C^{k}(D)\subsetneq \dotsb \subsetneq C^{1}(D)\subsetneq C^{0}(D)}.
Je höher also der Index {\displaystyle k} der Differentiationsklasse ist, desto weniger Funktionen umfasst sie.

## Beispiele
- Die Exponentialfunktion {\displaystyle \exp \colon \mathbb {R} \rightarrow \mathbb {R} } ist analytisch und gehört somit zur Klasse {\displaystyle C^{\omega }(\mathbb {R} )}.
- Die Betragsfunktion {\displaystyle |\cdot |\colon \mathbb {R} \to \mathbb {R} } ist stetig, aber nicht differenzierbar. Sie gehört also zur Klasse {\displaystyle C^{0}(\mathbb {R} )}, aber nicht zur Klasse {\displaystyle C^{1}(\mathbb {R} )}.
- Die Funktion {\displaystyle f\colon \mathbb {R} \to \mathbb {R} }, {\displaystyle x\mapsto |x|^{3}} ist zweimal stetig differenzierbar, aber nicht dreimal. Es gilt also {\displaystyle f\in C^{2}(\mathbb {R} )\setminus C^{3}(\mathbb {R} )}.
- Die Funktion {\displaystyle f_{n}\colon \mathbb {R} \to \mathbb {R} }, {\displaystyle x\mapsto x^{n}|x|} ist {\displaystyle n}-mal stetig differenzierbar, aber nicht {\displaystyle (n+1)}-mal für alle {\displaystyle n\in \mathbb {N} }. Es gilt also {\displaystyle f_{n}\in C^{n}(\mathbb {R} )\setminus C^{n+1}(\mathbb {R} )}.
- Die Funktion {\displaystyle g\colon \mathbb {R} \to \mathbb {R} } mit {\displaystyle g(x)=\exp \left(-{\tfrac {1}{x^{2}}}\right)} für {\displaystyle x\neq 0} und {\displaystyle g(0)=0} ist beliebig oft differenzierbar und gehört somit zur Klasse {\displaystyle C^{\infty }(\mathbb {R} )}, aber sie ist nicht analytisch.
- Die Funktion {\displaystyle h\colon \mathbb {R} \to \mathbb {R} } mit {\displaystyle h(x)=x^{2}\sin(1/x)} für {\displaystyle x\neq 0} und {\displaystyle h(0)=0} ist überall differenzierbar, aber die Ableitungsfunktion ist an der Stelle Null nicht stetig. Somit gehört die Funktion nicht zur Klasse {\displaystyle C^{1}(\mathbb {R} )}, sondern nur zur Klasse {\displaystyle C^{0}(\mathbb {R} )}.

## Genügend glatt
Im Zusammenhang mit der Differenzierbarkeit wird manchmal davon gesprochen, dass eine Funktion genügend glatt sei. Dies bedeutet, dass im jeweiligen Kontext genügend oft differenzierbar ist, man sich also gewissermaßen keine zusätzlichen Gedanken um die Differenzierbarkeit machen muss. Der Begriff leitet sich aus der Bezeichnung glatte Funktion für eine beliebig oft differenzierbare Funktion ab.